# Johnny Moss
Johnny Moss (* 14. Mai 1907 in Marshall, Texas; † 16. Dezember 1995 in Odessa, Texas) war ein professioneller US-amerikanischer Pokerspieler. Er gewann dreimal das Main Event der World Series of Poker und sicherte sich insgesamt neun Bracelets bei dieser Turnierserie. Moss ist Mitglied der Poker Hall of Fame und wurde 2019 als einer der 50 besten Spieler der Pokergeschichte genannt.

## Pokerkarriere

### Werdegang
Moss wuchs in Odessa in Texas auf, wo er das Glücksspiel als kleiner Junge erlernte. Als Teenager arbeitete er in einem örtlichen Saloon, wo er Spiele beaufsichtigte und dafür sorgte, dass dort gerecht gespielt wurde. Während er die Spiele vor Betrügern schützte, lernte er auch die Strategie, die dem Poker innewohnt. Zwei Jahre später wurde er zum „Rounder“, einem Spieler, der durch das Land zieht, um so mit Glücksspielen Geld zu verdienen. 1949 spielte Moss mit Nick Dandalos einen fünf Monate langen Pokermarathon, der von Benny Binion mit einem Preisgeld zwischen 2 und 4 Millionen US-Dollar organisiert wurde. Am Ende des Marathons äußerte Dandalos nach einigen Millionen US-Dollar Verlust einen Satz, der zu einem der berühmtesten Pokersprüche wurde: “Mr. Moss, I have to let you go.” (deutsch: „Mr. Moss, ich muss Sie gehen lassen.“)
Durch Spieler wie Dandalos, Binion und Moss wurde Poker sehr populär und es wurde 1970 erstmals die World Series of Poker (WSOP), eine Art Poker-Weltmeisterschaft, organisiert. Moss gewann die WSOP-Hauptveranstaltungen 1970, 1971 und 1974. Nur Stu Ungar konnte dieses Turnier ebenfalls dreimal gewinnen. Bei der Veranstaltung 1970 wurde Moss von seinen Kollegen als Sieger gewählt und bekam eine Silbertasse als Trophäe. Er spielte in jeder WSOP von 1970 bis 1995 mit und gewann während seiner Karriere 10 Bracelets und mehr als 800.000 US-Dollar durch Turniergewinne. Neben Doyle Brunson, Stu Ungar und Johnny Chan war er auch einer der vier Spieler, die das Hauptturnier der WSOP in zwei aufeinanderfolgenden Jahren gewannen. 1979 wurde Moss in die Poker Hall of Fame aufgenommen. Er wurde Grand old man ‚Großer alter Mann‘ genannt, was von seinem hohen Ansehen in der Poker-Gesellschaft zeugt. Die Starthand Ass-Zehn wurde ihm zu Ehren nach ihm benannt. Im Rahmen der 50. Austragung der World Series of Poker wurde der Amerikaner im Juni 2019 als einer der 50 besten Spieler der Pokergeschichte genannt.

### Braceletübersicht
Moss kam bei der WSOP 27-mal ins Geld und gewann zehn Bracelets:
| Jahr | Buy-in (in $) | Turnier                                          | Teilnehmer | Preisgeld (in $) |
| ---- | ------------- | ------------------------------------------------ | ---------- | ---------------- |
| 1970 | –             | World Championship *                             | 007        | Silbertasse      |
| 1971 | 01.000        | Limit Ace to 5 Draw                              | 010        | 010.000          |
| 1971 | 05.000        | No Limit Hold’em Main Event – World Championship | 007        | 030.000          |
| 1974 | 10.000        | No Limit Hold’em Main Event – World Championship | 016        | 160.000          |
| 1975 | 01.000        | Seven Card Stud                                  | 044        | 044.000          |
| 1976 | 00.500        | Seven Card Stud                                  | 052        | 013.000          |
| 1979 | 05.000        | Seven Card Stud                                  | 016        | 048.000          |
| 1981 | 01.000        | Seven Card Stud Hi-Lo                            | 067        | 033.500          |
| 1988 | 01.500        | Ace to Five Draw                                 | 194        | 116.400          |